# Kunitomo Suzuki
Kunitomo Suzuki (鈴木 国友 Suzuki Kunitomo?), född 13 juli 1995 i Kanagawa prefektur, är en japansk fotbollsspelare.
Suzuki började sin karriär 2018 i Shonan Bellmare. Med Shonan Bellmare vann han japanska ligacupen 2018. 2019 flyttade han till Gainare Tottori.